# Truncatella angustata
Truncatella angustata är en svampart som först beskrevs av Christiaan Hendrik Persoon, och fick sitt nu gällande namn av S. Hughes 1958. Truncatella angustata ingår i släktet Truncatella och familjen Amphisphaeriaceae.   Inga underarter finns listade i Catalogue of Life.